# Nebra
Nebra o Raneb, fue el segundo faraón de la Dinastía II de Egipto; reinó c. 2862-2823 a. C.. 
Manetón comenta que reinó en Egipto 39 años, y lo denomina kaiekos, según Sexto Julio Africano, o Kaicoos, según Eusebio de Cesarea, en la versión de Jorge Sincelo, o Cecous, en la versión armenia de Eusebio. 
Añadiendo además que durante su gobierno se consideró que los bueyes Apis en Menfis, Mnevis en Heliópolis y el carnero en Mendes, eran dioses. 
Actualmente se sabe que el culto a los bueyes Apis procede, al menos, de inicios de la dinastía I. 

## Testimonios de su época
Se han encontrado numerosas impresiones de sello del faraón bajo la pirámide de Unis en Saqqara (Maspero), en su posible tumba; también una estela, con su nombre, procedente de Saqqara o Menfis (MMNY).

## Titulatura
| Titulatura | Jeroglífico | Transliteración (transcripción) - traducción - (referencias) |

| G5 |

| G5 |

| N5 · nb |

| N5 · nb |

| N5 · nb |

| N5 · nb |

| G5 |

| G5 |

| N5 · nb |

| N5 · nb |

| N5 · nb |

| N5 · nb |

| G16 |

| G16 |

|  |

| G16 |

| G16 |

|  |

| G8 |

| G8 |

| \| \| | nbw | nfr |
|       |     |     |

|  |

| \| \| | nbw | nfr |
|       |     |     |

|  |

| G8 |

| G8 |

| \| \| | nbw | nfr |
|       |     |     |

|  |

| \| \| | nbw | nfr |
|       |     |     |

|  |

| D28 | D52 · D52 · D52 |

| D28 | D52 · D52 · D52 |

| D28 | D52 · D52 · D52 |

| D28 | D52 · D52 · D52 |

| D28 | D52 · D52 · D52 |

| D28 | D52 · D52 · D52 |

| D28 | D52 · D52 · D52 |

| D28 | D52 · D52 · D52 |

| D28 | D52 · D52 · D52 |

| D28 | D52 · D52 · D52 |

| D28 | D52 · D52 · D52 |

| D28 | D52 · D52 · D52 |

| D28 | D52 · D52 · D52 |

| D28 | D52 · D52 · D52 |

| D28 | D52 · D52 · D52 |

| D28 | D52 · D52 · D52 |

| HASH | D52 · E2 | Z93 |

| HASH | D52 · E2 | Z93 |

| HASH | D52 · E2 | Z93 |

| HASH | D52 · E2 | Z93 |

| HASH | D52 · E2 | Z93 |

| HASH | D52 · E2 | Z93 |

| HASH | D52 · E2 | Z93 |

| HASH | D52 · E2 | Z93 |

| HASH | D52 · E2 | Z93 |

| HASH | D52 · E2 | Z93 |

| HASH | D52 · E2 | Z93 |

| HASH | D52 · E2 | Z93 |

| HASH | D52 · E2 | Z93 |

| HASH | D52 · E2 | Z93 |

| HASH | D52 · E2 | Z93 |

| HASH | D52 · E2 | Z93 |

- Según von Beckerath: Kakau es su nombre de Sa-Ra, y Nubnefer su nombre de Nesu-Bity.

## Otras hipótesis
P. Munro sugiere que la galería-tumba B en Saqqara meridional perteneció a Nebra y no a Hetepsejemuy.